# 国会議員の歳費、旅費及び手当等に関する法律
国会議員の歳費、旅費及び手当等に関する法律（こっかいぎいんのさいひ、りょひおよびてあてとうにかんするほうりつ、昭和22年4月30日法律第80号）は、国会議員の歳費、旅費および手当等の支給に関する日本の法律である。略して歳費法とも。

## 所管官庁
- 衆議院事務局庶務部会計課
- 参議院事務局庶務部会計課

内閣人事局、財務省大臣官房会計課、同主計局給与共済課と連携して執行にあたる。

## 基本的な内容
- 歳費（第1条―第7条）
  - 議長　217万円（月額）
  - 副議長　158万4000円（月額）
  - 議員　129万4000円（月額）
- 旅費　公務により派遣された場合に支給（第8条）
- 議会雑費　各議院の役員、特別委員長、参議院の調査会長、各議院の憲法審査会会長　6,000円以内（日額）（第8条の2）
- 調査研究広報滞在費　各議院の議長、副議長及び議員　100万円（月額・非課税）（第9条）
- JR特殊乗車券、国内航空会社航空券の支給（第10条―第11条）
- 期末手当の支給（6月、12月）　（第11条の2―第11条の4）
- 人事官弾劾の追訴にかかる実費の支給　衆議院議長から指定された議員　（第11条の5）
- 弔慰金・特別弔慰金の支給（第12条―第12条の2）
  - 弔慰金　議長、副議長、議員が死亡したとき　歳費月額の16か月分
  - 特別弔慰金　議長、副議長、議員が職務に関連して死亡したとき　弔慰金のほか歳費月額の4か月分
- 公務上における災害の補償　（第12条の3）